# 新聞切手
新聞切手（しんぶんきって、Newspapers Stamps）は、新聞を郵送する料金支払いのために発行した切手である。
新聞の郵便料金は一般に低額であることから、新聞切手も低額のものが発行されることが多い。しかし、その郵送量が莫大であるために、現在の料金別納等の制度と類似した形で、予めまとめて支払われることもあり、このような場合には高額の切手が必要とされる。なお、類似したものとして新聞税切手があるが、こちらは新聞への税金を徴収することが目的であり、実態は印紙に近い。